# Centrala regionen (Ghana)
För andra områden med samma namn, se Central Region.

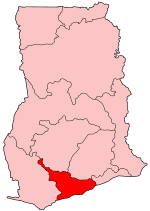
Central Region i Ghana.

Central Region är en av Ghanas tio regioner. Den ligger i landets södra del, vid Atlantkusten. Huvudorten är Cape Coast. I regionen ligger även bl.a. staden Agona Swedru.